# Phyllostachys verrucosa
Phyllostachys verrucosa är en gräsart som beskrevs av Guang Han Ye och Zheng Ping Wang. Phyllostachys verrucosa ingår i släktet Phyllostachys och familjen gräs. Inga underarter finns listade i Catalogue of Life.